# Title Fight
Title Fight — американський панк-рок гурт з міста Кінгстон, Пенсільванія, США, сформований у 2003 році. Колектив виконує музику в дусі Jawbreaker, Kid Dynamite та Lifetime, приймаючи вплив від мелодійного панк-рок як Saves the Day та Hot Water Music, а також емо-гуртів Knapsack та Seaweed. Гурт підписав контракт з лейблом SideOneDummy Records 19 січня 2011 року та вирушив в тур з такими гуртами, як New Found Glory, Bayside, Comeback Kid, Four Year Strong, Set Your Goals, та Rise Against.

## Історія гурту

### Ранні роки
Title Fight заснований у 2003 році, як тріо, що складається з Jamie Rhoden(гітара, вокал) та братів-близнюків Неда та Бена Russin на бас-гітарі та ударних відповідно, виступає на локальних шоу в Kingston та Wilkes-Barre, PA. Нед Russin стверджує, що його старший брат, Алекс Russin зробив величезний вклад у формування Title Fight. Їх назва походить від обкладинки старого HBO Showtime guide, що Нед читав на горищі, коли він був молодшим. На додачу до популярних панк-рок гуртів, Rhoden стверджує, що Positive Numbers Youth Crew Fest (щорічний хардкор/панк музичний фестиваль, що проходить у Wilkes-Barre, PA) мав величезний вплив на формування гурту. Гурт підготував демо під назвою «Down for the Count» в 2003 році, що як і раніше доступне в Інтернеті.
У 2005 році, Title Fight запросили Shane Moran як другого гітариста та записали два демо у 2005 та 2006 роках, протягом яких гурт відіграв декілька шоу, у, як вони кажуть, «малій, tight-knit спільноті» неподалік Kingston, Пенсильванія. Це включало декілька шоу у Doylestown, PA YMCA Teen Center.

### Прогрес
Вони записали спліт із Erection Kids у 2007 на FlightPlan Records. Учасники Erection Kids згодом продовжував формувати Balance And Composure. Гурт швидко випустив свій перший реліз з Kingston 7" (також на FlightPlan Records) у 2008.
Title Fight грав з Fireworks в їх турі з Set Your Goals Влітку 2007 року в остаточному результаті призводить до відкриття Джеффом (власник Run For Cover Records) Title Fight. The Last Thing You Forget 7" був записаний в грудні 2008 року на Getaway Group в Массачусетсі з Джеєм Маас і випущений в червні 2009 року Run for Cover Records. Реліз CD пішов тур по США з New Found Glory. За ці роки, Title Fight змінили своє звучання на ближче до мелодичного хардкору, з впливами включаючи Knapsack, Jawbreaker та The Promise Ring.
У 2010 році, Title Fight брав участь в записі збірки на Triple B Record's, America's Hardcore, з новою композицією «Dreamcatchers». Вони також вирушили в турне про США разом з Bayside, Senses Fail та Balance And Composure і турне по Японії разом з H2O.

### SideOneDummy Records

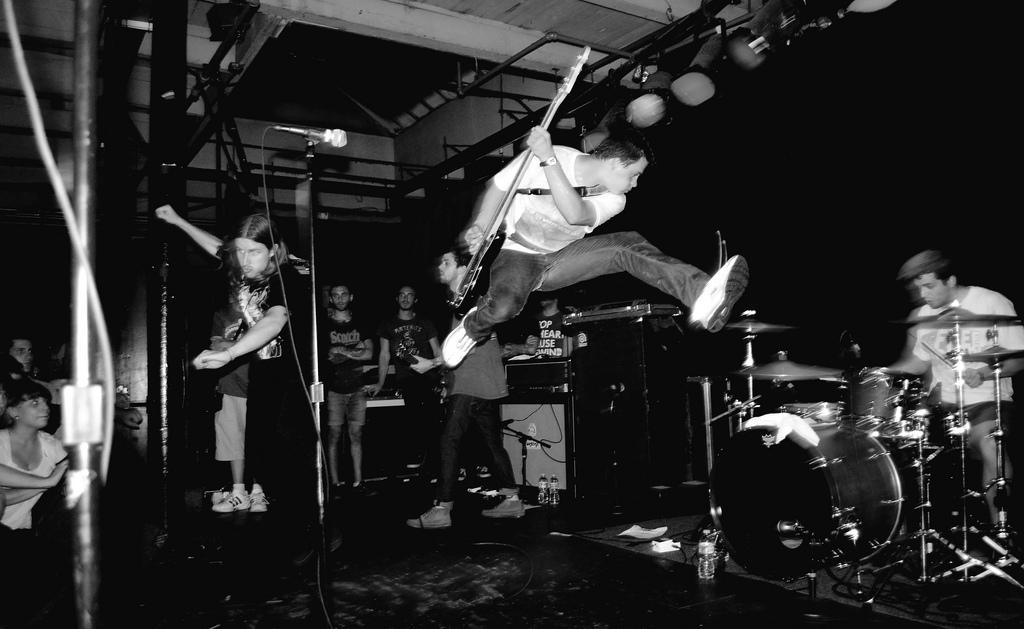
Title Fight у 2011 році

19 січня 2011, Title Fight підписав контракт з SideOneDummy Records і оголосили, що вони закінчили запис свого дебютного повноформатного альбому, спродюсованого Walter Schreifels (Gorilla Biscuits, Quicksand, та Rival Schools) та розроблений Will Yip у Studio 4, що у Conshohocken, PA. Гурт також вирушив в свій перший «headline» тур в 2011 році з The Menzingers, Touche Amore, Dead End Path та Shook Ones.
Гурт випустив свій новий альбом, Shed, 3 травня 2011 року. 10 лютого, вони випустили нову пісню з Shed для вільного скачування під назвою 27 і обкладинку альбому.
У вересні 2011 року Title Fight відіграли свій перший австралійський тур з Touche Amore.
По завершені AP Fall Tour 2011, Title Fight розпочали величезний європейський тур, починаючи з 28 листопада 2011, побувавши у Франції, Голландії, Швейцарії, Італії, Австрії, Чехії, Німеччині, Бельгі, Великій Британії і закінчуючи Ірландією, з фінальним шоу в Дубліні. До них приєдналися Balance And Composure та Transit для туру.
Title Fight підтримується Rise Against на другому етапі їх 2012 США Endgame Tour.
11 січня 2012, через вебсайт Vans Warped Tour, було оголошено, що Title Fight бій буде приєднуватися тур 2012 на сцені Monster Energy.
17 червня 2012, і 8 червня 2012, Title Fight відіграв Main Stage на Vans Warped Tour.

### Floral GreenтаSpring Songs(2012—2014)
У липні 2012 Title Fight оголосили через tumblr, що їх новий реліз Floral Green вийде 18 вересня 2012 року. 24 липня 2012 року вони випустили сингл «Head in the Ceiling Fan» для вільного завантаження на tumblr. 14 серпня 2012 року гурт випустив ще одну пісню «Sympathy», на NPR music. 13 вересня 2012 року журнал SPIN випустив повний стрим запису на своєму вебсайті. Альбом Floral Green дебютував на #69 позиції на Billboard Top 200. 19 жовтня 2012 року, Title Fight виклав запис релізу шоу, що відбулось у Warrior Run, Пенсильванія разом з The Menzingers, Tigers Jaw, Gypsy, та Grey Zine, головними хедлайнерами турне по США Tigers Jaw, Pianos Become the Teeth, Whirr, та Single Mothers.
Title Fight випустили чотири пісні на мініальбомі Spring Songs на 12 листопада 2013 через Revelation Records, з його другою доріжкою «Be A Toy» прем'єра 12 серпня через SPIN журналу. Кліп на «Be A Toy» був випущений 20 листопада 2013, режисер Susy Cereijo.

## Учасники гурту
- Джеймі Роден — гітара, вокал (2003—дотепер)
- Нед Рассін — бас-гітара, вокал (2003—дотепер)
- Шейн Моран — гітара (2005—дотепер)
- Бен Рассін — ударні (2003—дотепер)

## Дискографія

### Студійні альбоми
- 2011: Shed
- 2012: Floral Green
- 2015: Hyperview

### Збірки
- 2009: The Last Thing You Forget

### Мініальбоми
- 2003: Down For The Count EP
- 2004: Demo '04
- 2005: Demo '05
- 2006: Light Up The Eyes EP
- 2007: Erection Kids Vs. Title Fight (спліт разом з The Erection Kids) (FlightPlan)
- 2008: Kingston 7" (FlightPlan)
- 2009: The Last Thing You Forget 7" (Run For Cover)
- 2011: Missed flexi 7" (SideOneDummy)
- 2013: Touche Amore / Title Fight (split with Touche Amore) (Sea Legs)[17]
- 2013: Spring Songs (Revelation Records)

### Музичні відео
- 2011: «27»
- 2011: «Shed»
- 2011: «Coxton Yard»
- 2012: «Head In The Ceiling Fan»
- 2012: «Secret Society»
- 2013: «Be A Toy»

### Поява на збірках
- 2010: America's Hardcore Vol. I (Triple B)
  - «Dreamcatcher»
- 2012: Warped Tour 2012 Tour Compilation
  - «Shed»
- 2012: Run For Cover Records Summer Sampler 2012
  - «Symmetry»
- 2013: «Off the Board: A Studio 4 Family Compilation» (Will Yip)
  - «Another One»